# Wilhelm (Hauteville)
Wilhelm (* um 1072; † 1. September 1097) war ein normannischer Kreuzritter aus Apulien. Er entstammte mütterlicherseits der normannischen Adelsfamilie Hauteville. Er war als Bruder von Tankred dem Kreuzfahrer einer von zwei Söhnen der Emma, einer Tochter des Robert Guiskard. Sein Vater war Eudes Bon-Marchais (Odo „der gute Markgraf“). Mütterlicherseits hatte er einen Onkel, Bohemund von Tarent.
1096 schloss er sich gemeinsam mit seinem Bruder Tankred, seinem Onkel Bohemund zum Ersten Kreuzzug an. Im Verlauf des Kreuzzuges wurde er am 1. September 1097 im Kampf getötet.